# Apotetamenus clypeatus
Apotetamenus clypeatus är en insektsart som beskrevs av Brunner von Wattenwyl 1888. Apotetamenus clypeatus ingår i släktet Apotetamenus och familjen Anostostomatidae. Inga underarter finns listade i Catalogue of Life.